# Andrzej Ogonowski
Andrzej Ogonowski (ur. 3 maja 1965) – polski bokser amatorski, trzykrotny srebrny medalista mistrzostw Polski (1987, 1988, 1989) w kategorii półśredniej oraz średniej. Podczas swojej kariery amatorskiej reprezentował barwy klubu Gwardia Warszawa.

## Kariera amatorska
Dwukrotnie stawał na podium mistrzostw Polski jako junior. W 1982 roku został wicemistrzem Polski juniorów w kategorii półśredniej. W finale tych mistrzostw przegrał na punkty (1:4) z Wojciechem Misiakiem. Rok później rywalizował na mistrzostwach Polski do lat 19, gdzie wywalczył brązowy w kategorii lekkośredniej.
Trzy lata z rzędu (1987, 1988, 1989) był wicemistrzem Polski seniorów w średniej. Za każdym razem w finale mistrzostw przegrywał na punkty z Wojciechem Misiakiem. 

### Inne rezultaty
- Strandża Memorial, Strandża, 1989 - III miejsce[7]
- Turniej o Czarne Diamenty, Janów, 1987 - III miejsce[8]
- Intercup, Karlsruhe, 1988 - ćwierćfinał[9]
- Gee-Bee Tournament, Helsinki, 1987 - ćwierćfinał[10]
- TSC Tournament, Berlin, 1986 - ćwierćfinał[11]